# 2018년 동계 올림픽 에스토니아 선수단
2018년 동계 올림픽 에스토니아 선수단은 2018년 2월 9일부터 25일까지 대한민국 평창에서 개최된 2018년 동계 올림픽에 참가한 올림픽 에스토니아 선수단이다.

## 출전 선수
| 종목           | 남자 | 여자 | 전체 |
| -------------- | ---- | ---- | ---- |
| 노르딕복합     | 2    | 빈칸 | 2    |
| 바이애슬론     | 5    | 1    | 6    |
| 스키점프       | 3    | 0    | 3    |
| 스피드스케이팅 | 1    | 1    | 2    |
| 알파인스키     | 1    | 1    | 2    |
| 크로스컨트리   | 5    | 2    | 7    |
| 전체           | 17   | 5    | 22   |

## 메달 집계
| 종목 | 1 | 2 | 3 | 합계 |
| 합계 |   |   |   |      |

## 종목별 성적

### 노르딕복합
- 크리스티안 일베스
- 카를아우구스트 티르마

### 바이애슬론
| 선수 | 세부 종목 | 기록 | 사격 실수 | 순위 |

남자
- 롤란드 레싱
- 레네 사흐크나
- 칼레브 에르미츠
- 카우리 커이브

여자
- 요한나 탈리해름

### 스키점프
남자
- 마르티 넘메
- 케빈 말체브
- 아르티 아이그로

### 스피드스케이팅
남자
| 선수 | 세부 종목 | 1차 시기 | 1차 시기 | 2차 시기 | 2차 시기 | 결선 | 결선 |
| 선수 | 세부 종목 | 기록     | 순위     | 기록     | 순위     | 기록 | 순위 |

- 마르텐 리브

여자
- 사스키아 알루살루

### 알파인스키
남자
- 토르미스 라이네

여자
- 안나 로타 여게바

### 크로스컨트리
남자
- 안드레아스 베르팔루